# Hot-stamping

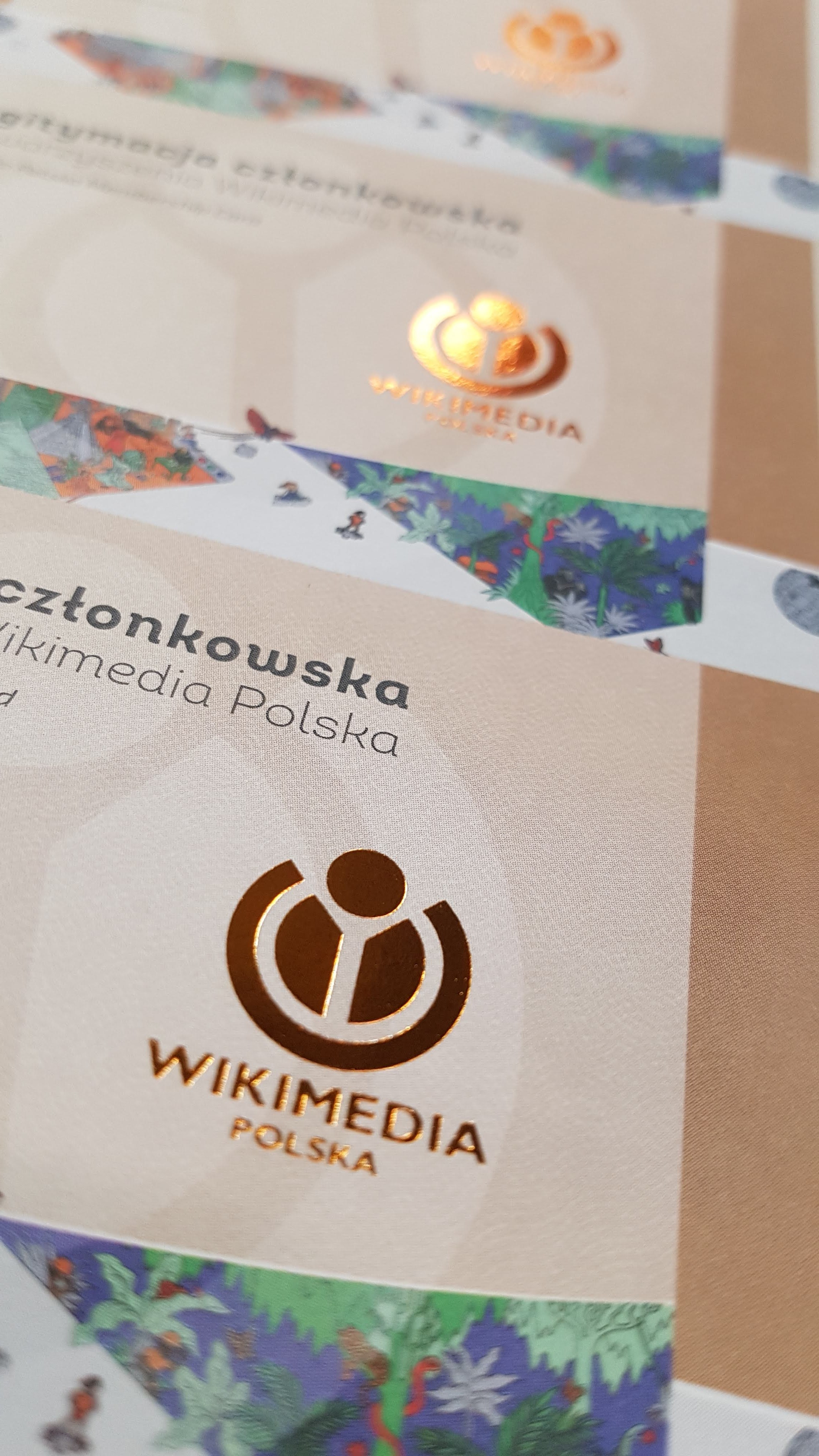
Przykład hotstampingu - folia metalizowana na papierze offsetowym

Hot-stamping zwany również termodrukiem, hot-printem – technika druku z użyciem folii hot-stampingowej i matryc wypukłych wykonanych z materiału przewodzącego ciepło.
Hot-stampingu używa się do uszlachetniania druku, ozdabiania przedmiotów, znakowania, zabezpieczenie druku (zwłaszcza folie holograficzne). Podobne efekty do hot-stampingu otrzymuje się przez zastosowanie cold-stampingu.
Opis folii do hot-stampingu

Folia PET jest nośnikiem warstw:
- warstwa rozdzielająca,
- warstwa lakieru,
- warstwa napylonego próżniowo aluminium,
- warstwa klejowa.

Matryca podgrzewana jest do ok. 100 °C. Po zetknięciu matrycy z folią PET rozgrzewa się warstwa klejowa, klej aktywizuje się w miejscach odpowiadających rysunkowi na matrycy i wraz z odpowiednim fragmentem warstwy lakieru i warstwy aluminium pozostaje na drukowanej hot-stampingiem powierzchni.
Zastosowanie hot-stampingu

Hot-stampingu używa się do uszlachetniania druku, ozdabiania przedmiotów, znakowania, zabezpieczenie druku (zwłaszcza folie holograficzne). Podobne efekty do hot-stampingu otrzymuje się przez zastosowanie cold-stampingu.
Matryca podgrzewana jest do ok. 100 °C. Po zetknięciu matrycy z folią poliestrową rozgrzewa się warstwa klejowa, klej aktywizuje się w miejscach odpowiadających rysunkowi na matrycy i wraz z odpowiednim fragmentem warstwy lakieru i warstwy aluminium pozostaje na drukowanej hot-stampingiem powierzchni.
Maszyny do hot-stampingu

Maszyny do aplikacji folii do termodruku można podzielić na trzy grupy, co obrazuje poniższy rysunek:
|  |

Zatem maszyny do aplikacji folii do termodruku można podzielić na trzy grupy: płaskie, płasko-cylindryczne, rotacyjne. Każdy z tych rodzajów maszyn wymaga innej temperatury pracy przy stosowaniu tej samej folii: najniższej - maszyny płaskie, najwyższej - cylindryczne. 

Maszyny płaskie 

- wydajność do 6000-8000 ark./h
- bardzo dobre efekty przetłaczania
- trudność w aplikacji dużych apli i drobnych elementów

Maszyny płasko-cylindryczne 

- wydajność do 2000 - 2500 ark./h
- gorsze niż w maszynach płaskich efekty przetłoczenia
- bardzo dobry transfer folii w aplach i detalach

Maszyny rotacyjne 

- wydajność do 12000 ark./h
- gorsze niż w maszynach płaskich efekty przetłoczenia
- bardzo dobry transfer folii w aplach i detalach
- długi czas narządu maszyny
- wysoki koszt maszyny i matryc